# Дерижанов, Сергей Мартынович
Сергей Мартынович (Саркис Мартиросович) Дерижанов (25 июня 1898 — 5 ноября 1945) — советский учёный-патологоанатом. Доктор медицинских наук (1935), профессор (1932).

## Биография
Дерижанов родился 25 июня 1898 года в г. Армавире (по другим данным — в г. Ростове-на-Дону, и в г. Москве) в семье врача и учительницы музыки по классу фортепиано. Мать: Дерижанова (урожденная Муратчаева) Екатерина Каспаровна, отец: Дерижанов Мартын Сергеевич (Мартирос Саркисович). Женат. Супруга: Власова-Дерижанова Лия Константиновна (умерла в 1938 году от острого аппендицита, осложненного перитонитом). Второй раз женился в Иваново. Дети: Лидия, Галина, Ирина.
В 1918 году окончил Армавирскую гимназию, в 1923 году — медицинский факультет Донского университета имени М.П. Богаевского. В 1923—1931 годах — прозектор окружной больницы и одновременно ассистент кафедры патологической анатомии под руководством Ш.И. Криницкого. В 1930 году защитил диссертацию на тему «Патологическая анатомия первичного рака лёгкого». В 1935 году по совокупности научных работ и за интенсивную научную и педагогическую деятельность приказом Наркомздрава РСФСР присуждена ученая степень доктора медицинских наук и присвоено звание профессора. В 1931—1941 годах — заведующий кафедрой патологической анатомии Смоленского медицинского института, с 1937 по 1941 годы одновременно декан лечебного факультета, с 29 июля 1941 по 25 апреля 1942 года — и.о. доцента кафедры патологической анатомии Саратовского медицинского института, с 16 мая 1942 по 1945 год по распоряжению Наркомздрава РСФСР — заведующий кафедрой патологической анатомии Ивановского медицинского института. 
Дерижанов — автор более 70 научных работ, в том числе 4-х монографий, которые широко известны, как врачам в нашей стране, так и за рубежом, посвященные  первичному раку легкого, кишечной форме сибирской язвы и остеомиелиту. Кроме того, он являлся членом Всесоюзного научного общества патологоанатомов. Свободно владел немецким языком.
В 1932 году им впервые в СССР опубликована монография по патоморфологии рака легких, в которой дана не только макро- и микроскопическая картина рака, но и прослежена взаимосвязь между раком и туберкулезом легких и показано, что туберкулез как хроническое заболевание способствует развитию рака, а также разработана аллергическая теория гематогенного остеомиелита. В 1938 году он удостоен премии имени проф. С. П. Фёдорова за разработку экспериментальной модели гематогенного остеомиелита. Под его руководством подготовлено и защищено 8 кандидатских и 2 докторские диссертации. В 1940 году  награжден знаком "Отличнику здравоохранения" в честь 20-летнего юбилея Смоленского медицинского института и многими благодарностями, грамотами с денежной премией за плодотворную работу по улучшению качества медицинского обслуживания населения.
Дочь Дерижанова, Ирина, пошла по стопам отца, став доктором медицинских наук, профессором, заведующей кафедры патологической анатомии Ростовского мединститута.
Умер 5 ноября 1945 года в г. Иваново на 48-м году жизни от туберкулеза легких и гортани.

## Труды
- Патологическая анатомия первичного рака лёгкого (1932)
- Патологическая анатомия и патогенез кишечной формы сибирской язвы (1935)
- Патологическая анатомия и патогенез огнестрельного остеомиелита (1940)